# Hyphaene petersiana
Hyphaene petersiana là loài thực vật có hoa thuộc họ Arecaceae. Loài này được Klotzsch ex Mart. mô tả khoa học đầu tiên năm 1845.

## Hình ảnh

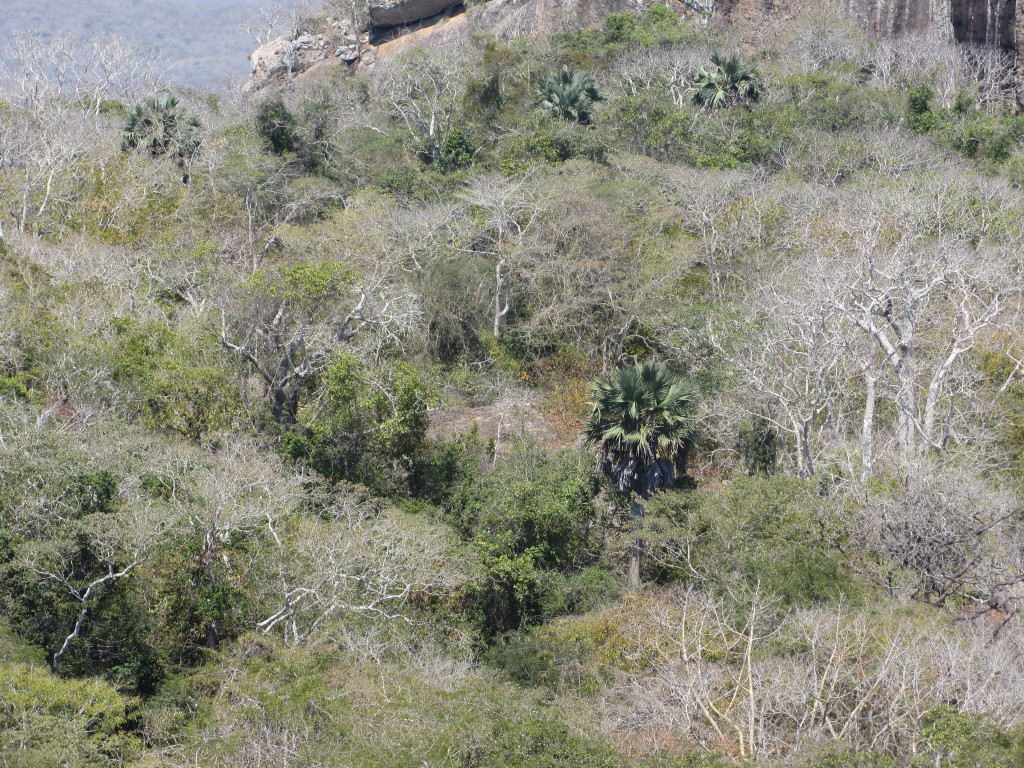
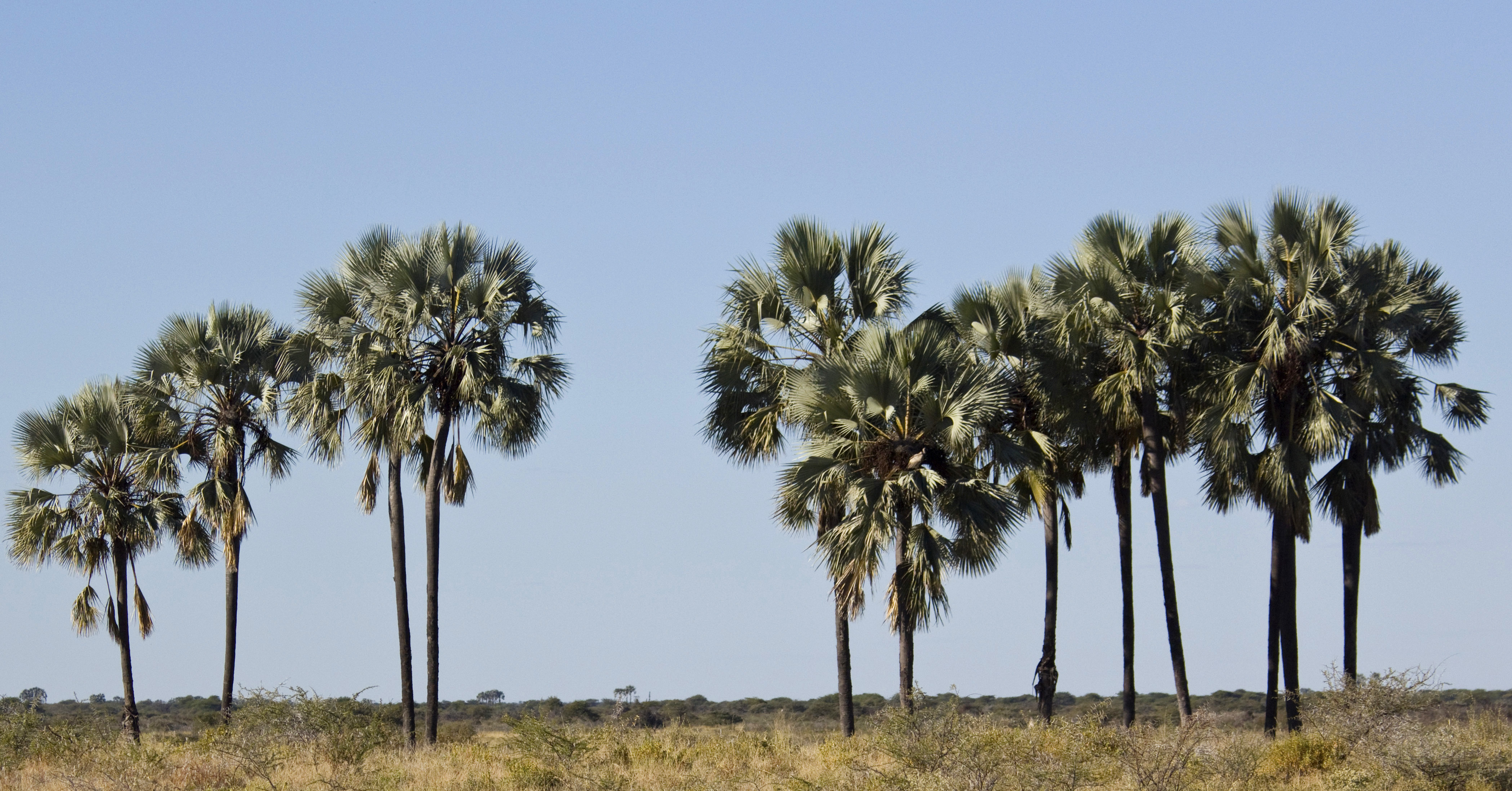
Hyphaene petersiana
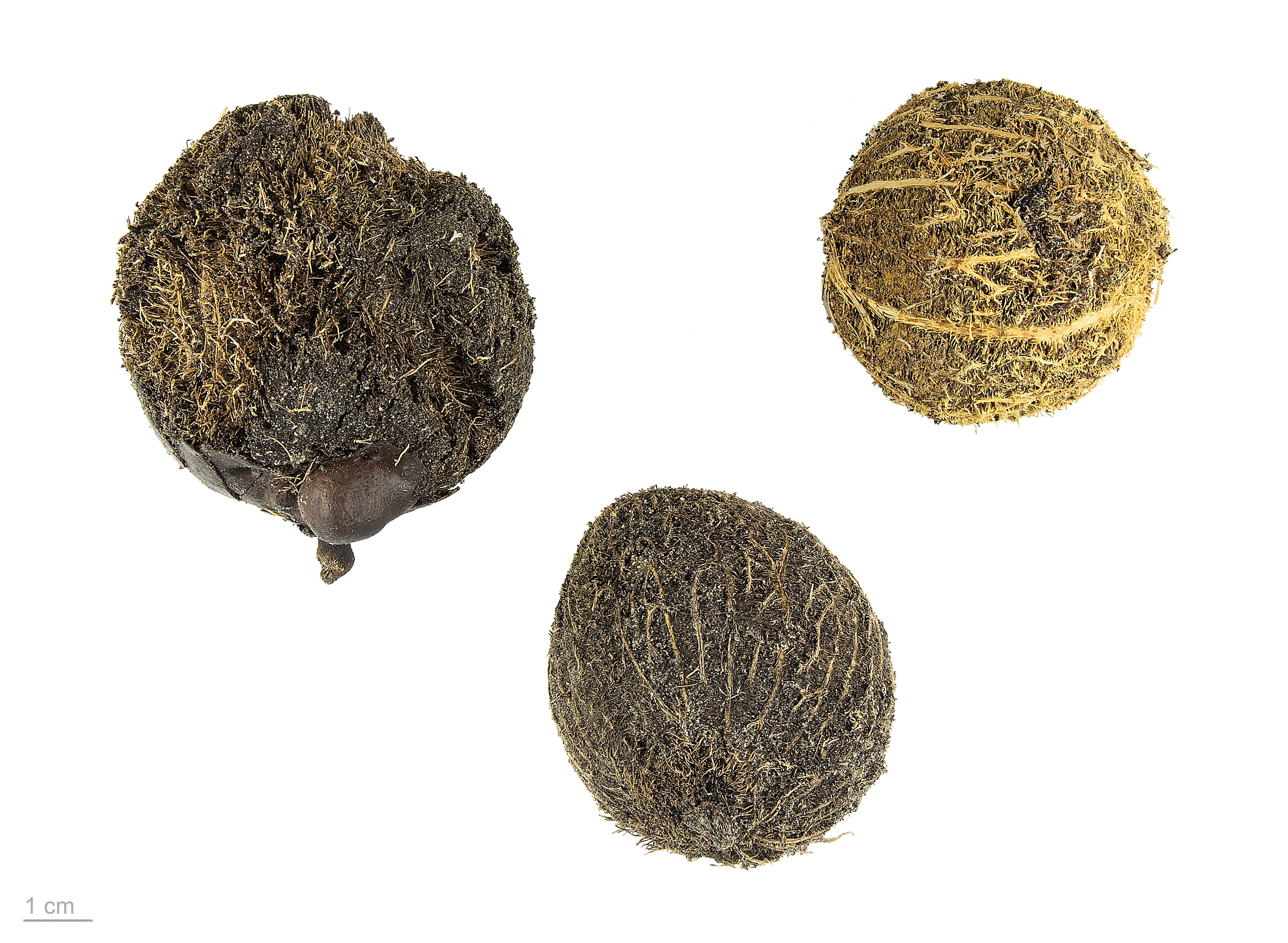
Hyphaene petersiana - Museum specimen